# Осеново (Благоевградская область)
Осеново (болг. Осеново) — село в Болгарии. Находится в Благоевградской области, входит в общину Банско. Население составляет 74 человека (на 14 марта 2008 года).
Село Осеново расположено в горной местности, на высоте 1262 м над уровнем моря. Площадь территории относящейся к селу — 52,832 км².

## История
На современное место село перенесено в конце XIX века, нынешнее село расположено в 6-7 км юго-восточнее от прежнего.
Жители села с XVIII века исключительно болгары, которые в эти края бежали от турецких поработителей. По неподтверждённым данным это были жители города Брацигово или окрестностей Чепино, которые категорически отказались принять ислам своей религией они выбрали это место в крайней части на западных Родопах, и создали село, которое назвали Осеново.
Старое село находилось в живописной местности у реки Места и горного массива Пирин, на западом склоне невысокого хребта. Население села увеличивалось и часть его на новом месте основало новое село. Часто считают, что Осеново, что в нескольких километрах от города Варна, также основано жителями старого села.

## Достопримечательности
Потомками, которые живут в разных местах Болгарии, в 2005 году планировалось выстроить часовню во имя «Успения Пресвятой Богородицы», на месте церкви в старом селе Осеново. Над нынешним селом один из склонов известняковых скал местные жители назвали — Святой Илья (болг. "Свети Илия"). По легенде, каждый год в день святого Ильи-пророка (20 июля или 2 августа — по старому стилю) с гор спускался олень на это место, которого люди ловили и приносили в жертву святому.
Неподалёку есть причудливое творение природы «Сватбата» — известняковый массив, образовавшийся выветриванием породы. По легенде: это злая свекровь, которая прокляла молодожёнов, и они и она сама окаменели.
В 11 км восточнее, высоко в горах расположено лесничество «Вищерица».

## Политическая ситуация
Кмет (мэр) общины Банско — Александр  Иванов Краваров (коалиция в составе 2 партий: Граждане за европейское развитие Болгарии (ГЕРБ), ВМРО — Болгарское национальное движение) по результатам выборов в правление общины. Осеново подчиняется непосредственно общине и не имеет своего кмета, так как население села составляет менее 150 человек, управляются кметским наместником назначаемым по указанию кмета общины: в селе Осеново кметский наместник — Венко Ст. Лейков.